# Norra Åsums församling
Norra Åsums församling är en församling i Villands och Gärds kontrakt i Lunds stift. Församlingen ligger i Kristianstads kommun i Skåne län och ingår i Kristianstads pastorat.

## Administrativ historik
Församlingen har medeltida ursprung. Före den 1 januari 1886 (ändring enligt beslut den 17 april 1885) var namnet Åsums församling.
Församlingen var till och med 18 januari 1869 moderförsamling i pastoratet Åsum och Skepparslöv för att därefter till och med 30 april 1927 utgöra ett eget pastorat. Från 1 maj 1927 till och med 1944 moderförsamling i pastoratet Norra Åsum och Vä, för att från 1945 åter till 2014 utgöra ett eget pastorat. Från 2014 ingår församlingen i Kristianstads pastorat.

## Kyrkoherdar i Norra Åsum

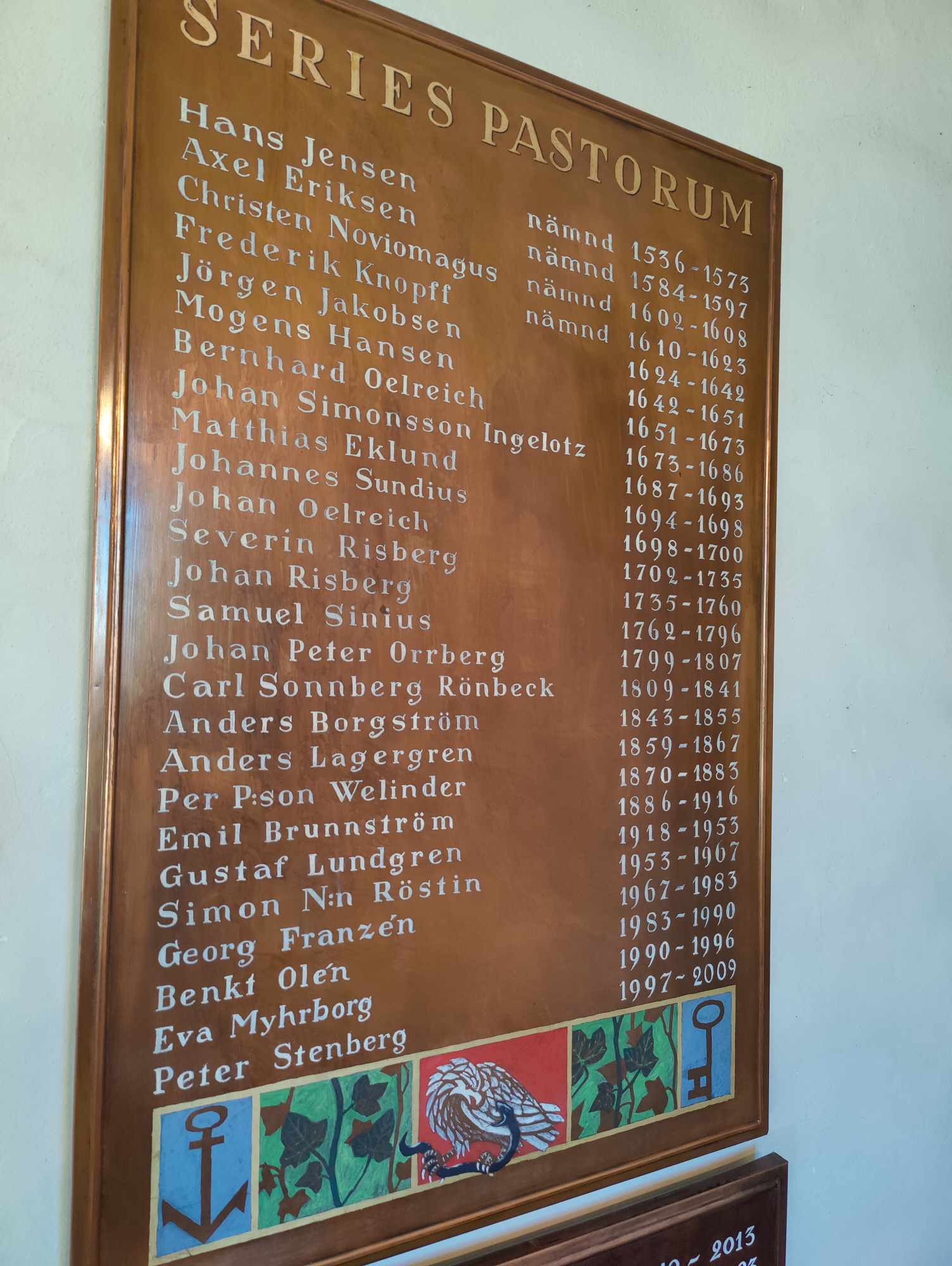
Series pastorum i Norra Åsum

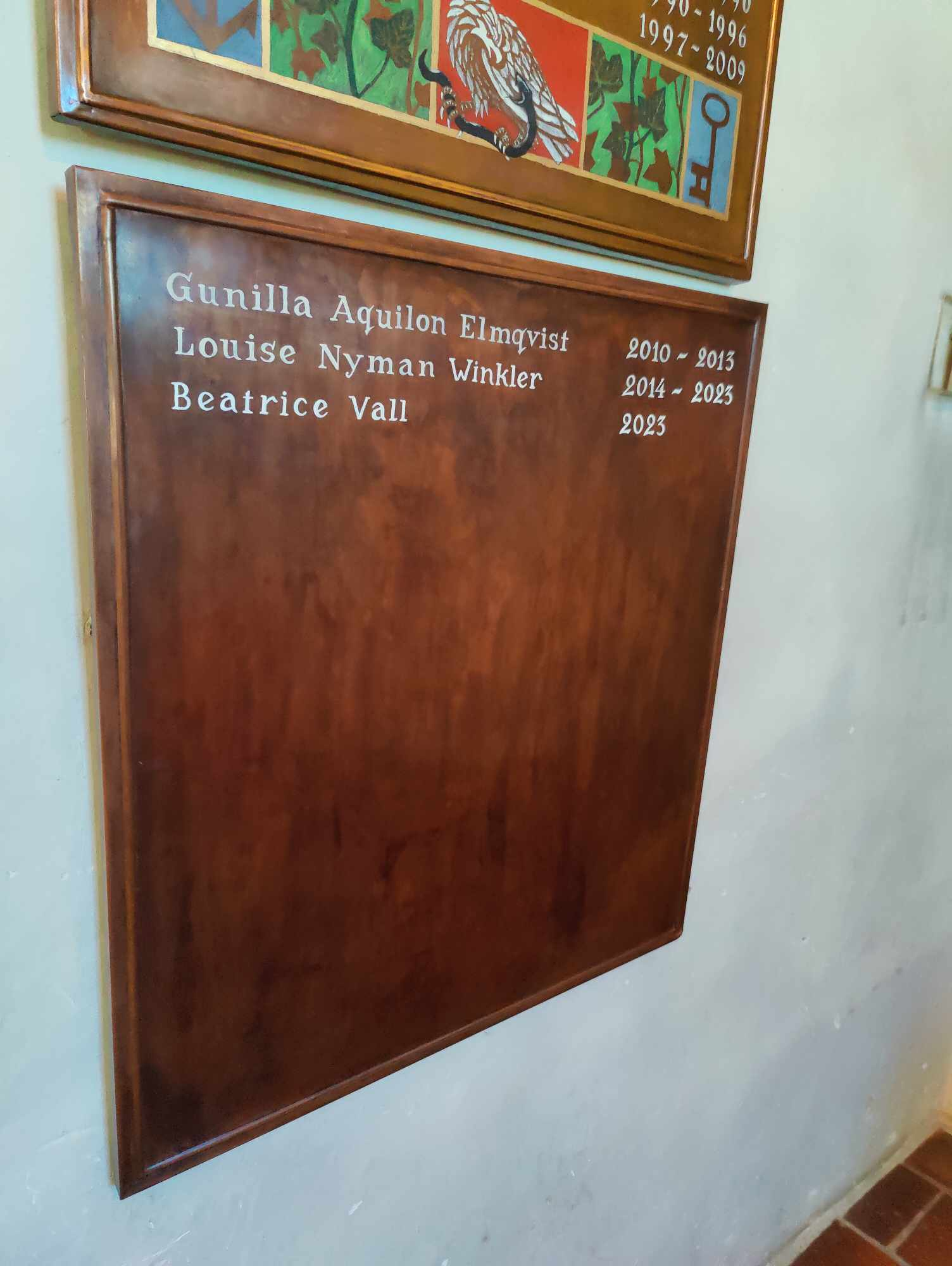
Andra tavlan

## Klockare, organister och kantorer
| Verksam    | Befattning | Namn                     | Levnadstid       | Övrigt        |
| ---------- | ---------- | ------------------------ | ---------------- | ------------- |
| nämns 1697 | Klockare   | Pehr Tufvesson           | ~1652-efter 1708 | [ 7 ]         |
| 1713-1716  | Klockare   | Bonde Timmerman          | -1716            | [ 8 ]         |
| 1716-1754  | Klockare   | Jöns Sonnberg            | 1695-1754        | [ 9 ] [ 10 ]  |
| 1754-1798  | Klockare   | Nicolaus Rundell         | 1733-1798        | [ 10 ]        |
| 1760-1780  | Organist   | Carl G Forsman           | ~1720-1780       | [ 11 ]        |
| 1780-1815  | Organist   | Sven Petter Hörberg      | 1765-1815        | [ 12 ]        |
| 1799-1831  | Klockare   | Måns Klingenberg         | 1771-1831        | [ 13 ] [ 14 ] |
| 1831-1874  | Organist   | Petter Magnus Lagerqvist | 1802-1874        | [ 15 ] [ 16 ] |
| 1833-1849  | Klockare   | Pehr Holmberg            | 1805-1849        | [ 8 ]         |
| 1851-1877  | Kantor     | Anders Victor Nilsson    | 1824-1877        | [ 17 ]        |
| 1874-1879  | Kantor     | Ernst Alfred Nelsén      | 1852-1903        | [ 8 ]         |
| 1879-1883  | Kantor     | Carl Peter Holm          | 1849-1921        | [ 18 ]        |
| 1883-1900  | Kantor     | Herman Fahlström         | 1854-1900        | [ 19 ] [ 20 ] |
| 1904-1928  | Organist   | John Malkus Sandqvist    | 1864-1928        | [ 21 ] [ 22 ] |
| 1930–1970  | Organist   | Signe Linnéa Persson     | 1907-1999        | [ 23 ]        |
| 1971-2009  | Organist   | Olof Bertil Larsson      | 1943-            | [ 24 ]        |
| 2009-2022  | Organist   | Sigrid Elisabet Berggren | 1954-            | [ 25 ]        |
| 2022-      | Organist   | Patrik Sassersson        | 1966-            | [ 26 ]        |

## Kyrkoherdar i Norra Åsum[27][28]
| Namn                         | Verksam   |
| ---------------------------- | --------- |
| Hans Jensen                  | 1536-1573 |
| Axel Eriksen                 | 1584-1597 |
| Christian Poulsen Noviomagus | 1602-1608 |
| Friderich Knopff             | 1610-1623 |
| Jörgen Jacobsen              | 1624-1642 |
| Mogens Hansen                | 1642-1654 |
| Bernhard Oelreich            | 1651-1673 |
| Johan Simonsson Ingelotz     | 1673-1686 |
| Matthias Eklund              | 1687-1693 |
| Johannes Sundius             | 1694-1698 |
| Johan Oelreich               | 1698-1700 |
| Severin Risberg              | 1702-1736 |
| Johan Risberg                | 1735-1760 |
| Samuel Sinius                | 1762-1796 |
| Johan Peter Orrberg          | 1799-1807 |
| Carl Sonnberg Rönbeck        | 1809-1841 |
| Anders Borgström             | 1843-1855 |
| Anders Lagergren             | 1859-1867 |
| Per Persson Welinder         | 1870-1883 |
| Emil Brunnström              | 1886-1916 |
| Gustaf Lundgren              | 1918-1953 |
| Simon Nilsson Röstin         | 1953-1967 |
| Georg Franzén                | 1967-1983 |
| Benkt Olén                   | 1983-1990 |
| Eva Myrborg                  | 1990-1996 |
| Peter Stenberg               | 1997-2009 |
| Gunilla Aquilon Elmqvist     | 2010-2013 |
| Louise Nyman Winkler         | 2014-2023 |
| Beatrice Vall                | 2023-     |

## Kyrkor
- Norra Åsums kyrka
- Vilans kyrka